# Dykova 4 (Vinohrady)
Vila Františka Pokorného se nachází v pražské ulici Dykova čp. 960/4 na Vinohradech. Autorem současné podoby je Ladislav Machoň, který přestavěl původní vilu z 19. století (Antonín Turek, před 1897) v roce 1928 pro člena správní rady Maršnerovy čokoládovny (Orion) Františka Pokorného. Dvoupatrová vila na půdorysu čtverce s obdélníkem zasazeným do její uliční a západní části. Obdélník je pokryt terakotovými deskami. Zbytek je nabílen. Vstup je částečně zapuštěn pod balkón. Součástí přestavby byl i obvodový plot a zahrada s kašnou. V interiéru jsou štukové stropy a stěny obložené dřevem a kamenem, dochovali se i další prvky. Jeden ze salonů je vyzdoben arabsko-maurskými motivy a na stropě je vymalováno souhvězdí Orion. Majitel vily byl přesvědčen, že souhvězdí má magickou sílu a tak se hlavní hvězda souhvězdí Orion dostala i do loga Maršnerovy čokoládovny, která se následně přejmenovala na Orion. Některé z dekorativních prvků jsou považovány za zednářské.
Od listopadu 1993 je vila památkově chráněna.

## Galerie

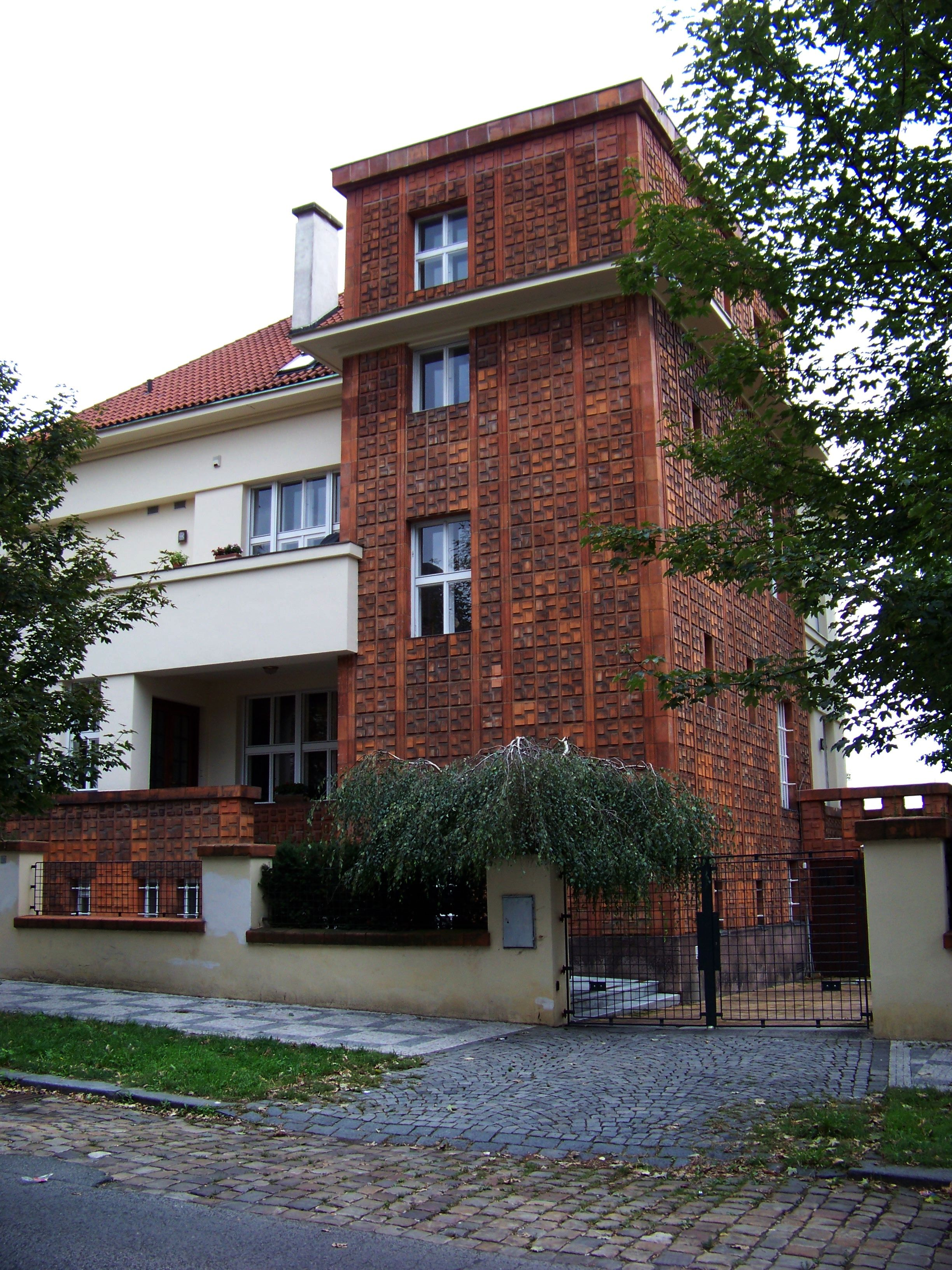
Ukázka vstupu zapuštěného pod balkón